# Улица Покрышкина (Новосибирск)
Улица Покры́шкина — улица в Ленинском и Кировском районах Новосибирска. Начинается от перекрёстка, образованного улицами Сибиряков-Гвардейцев, Новогодней и площадью Карла Маркса. Заканчивается, соединяясь с круговым перекрёстком площади Карла Маркса, к которому также примыкают улицы Блюхера и Титова.
Длина улицы — 680 метров. До присвоения названия это был безымянный проезд вдоль юго-западной границы площади Карла Маркса
Нумерация домов увеличивается в сторону кругового перекрёстка площади Карла Маркса. Левая сторона — нечётная; правая — чётная. По чётной стороне улицы отсутствуют жилые строения, её образуют ТВК «Калейдоскоп», ТЦ «Александровский», здание пятиэтажной парковки, ТК «Гранит». Нечётную сторону формируют три административно-жилых здания и одно строящееся (по состоянию на 2015 год) административное здание. Зданий с уникальным адресом на улице Покрышкина всего четыре, остальные имеют параллельную адресацию смежных улиц.

## Название улицы
Улица названа в 2001 году в честь трижды Герой Советского Союза и Маршала авиации Александра Ивановича Покрышкина, родившегося в Новосибирске.

## Транспорт
На улице расположены две трамвайные остановки — «Новая (пл. Маркса)» и «Метро Площадь Маркса», а также остановки «Новая (пл. Маркса)» и «Магазин Кристалл», обслуживаемые троллейбусами, автобусами и маршрутными такси. Кроме того, в шаговой доступности находится вход на станцию метро Площадь Маркса (~116 м от остановки «Магазин Кристалл», находящейся на чётной стороне улицы).